# Моккер, Эрнест
Туссен Эжен Эрнест Моккер (фр. Toussaint-Eugène-Ernest Mocker; 16 июня 1811, Лион — 1895, Брюнуа, под Парижем) — французский оперный певец и вокальный педагог.
Сын известного в Лионе пианиста и музыкального педагога. Первоначально изучал церковное пение в Париже под руководством Александра Этьена Шорона, однако затем отказался от этого варианта музыкальной карьеры и поступил в оркестр литавристом. В 1830 он был принят на маленькие партии в Опера-комик и некоторое время пел на её сцене, однако затем был вынужден покинуть театр вследствие банкротства труппы. После выступлений в Гавре и Гааге Моккер на пять лет обосновался в Тулузе, где был замечен прибывшей на гастроли парижской примадонной Жюли Дорюс и приглашён вернуться в Париж, где повторно дебютировал на сцене Опера-комик в 1839, уже в одной из ведущих партий в опере Александра Монфора «Полишинель», и на протяжении ряда лет считался лучшим тенором труппы после её бесспорного лидера Гюстава Ипполита Роже. Моккер был первым исполнителем, в частности, партий Герцога Олоннского («Герцог Олоннский» Даниэля Обера, 1842), Траколена («Тореадор» Адольфа Адана, 1849), Даниловича («Северная звезда» Жака Мейербера, 1854) и др. Начинал он свою карьеру как тенор, но после тулузского периода выступал скорее как высокий баритон (разновидность голоса, популярная во французском оперном репертуаре XIX века благодаря наследию Блеза Мартена).
C 1848 Моккер исполнял в Опера-комик также обязанности режиссёра, с 1861 — главного режиссёра. Кавалер Ордена Почётного Легиона (1882). После смерти его дочери, в марте 1855 года, от тифозной лихорадки, он проработав ещё год, в 1860 году вышел на пенсию. Однако уже на пенсии он все же готовился выступить с комической оперой в одно действие Амбруаза Томаса «Отца и сына Гилоттина». В связи с ухудшившемся здоровьем певца репетиции пришлось остановить, а смерть его жены в 1861 году окончательно побудила его покинуть сцену. С 1860 года по 1887 год Моккер был назначен профессором Парижской консерватории. За эти годы он обучил много благодарных и известных студентов: Мария Сико, Мария Гелаберт, Жозеф Капуль, Жюль Боскин и др.